# Aurélie Boffé
Aurélie Boffé (Etterbeek, 1998) is een Belgisch journaliste. Ze behaalde een bachelor in Toegepaste Taalkunde en een master in Journalistiek aan de Vrije Universiteit Brussel (VUB).

## Biografie

### Werk bij VRT
In 2019 trad Boffé in dienst bij de socialemediaredactie van VRT NWS. Van 2021 tot 2024 produceerde en presenteerde ze de podcast 'Snapt ge mij nu?', waarin ze gesprekken voerde met jongeren over polariserende maatschappelijke thema's. Deze podcast werd in 2022 bekroond met de Belfius Persprijs.
Tijdens de verkiezingsmarathon KIES24 in juni 2024 presenteerde Boffé samen met Wim De Vilder, Annelies Van Herck en Ivan De Vadder, waarbij ze de sociale media op de voet volgde. Op 13 oktober 2024 vervulde ze dezelfde rol tijdens de gemeenteraadsverkiezingen.
In december 2024 werd Boffé een van de presentatoren van VRT NWS Laat, een functie die ze combineert met haar werk voor de socialemediaredactie. In de zomer van 2025 presenteerde ze het journaal.

### Singer-songwriter
Aurélie Boffé lanceerde op Internationale Vrouwendag van 2019 haar song ‘Woman’ onder de artiestennaam Ellie Fey. Met de song wil ze seksuele intimidatie op straat onder de aandacht brengen. Daarnaast bracht ze ook in 2019 ‘Alien’ uit.